# ستيف جونز (مذيع)
ستيف جونز (بالإنجليزية: Steve Jones)‏ (و. 1977  م) هو مذيع، ومقدم تلفزيوني من المملكة المتحدة، وويلز.

## وصلات خارجية
- ستيف جونز على موقع IMDb (الإنجليزية)
- ستيف جونز على موقع قاعدة بيانات الفيلم (الإنجليزية)
- ستيف جونز في قاعدة بيانات الأفلام على الإنترنت